# محمد واسرير
 محمد واسرير  (1978 الجزائر) هو لاعب كرة قدم جزائري.

## روابط خارجية
- محمد واسرير على موقع قاعدة بيانات كرة القدم.إي يو (الإنجليزية)
- محمد واسرير على موقع ناشيونال فوتبول تيمز (الإنجليزية)